# 风流三侠
《風流三俠》。

## 剧情介绍
吴恩德，刘不初，楚无败三人为一家广告公司同事，吴为刘与楚的主管，在家则是怕老婆的丈夫。由于刘不初暗恋单素女，一天力邀单女为公司上广告，而后两人坠入情网，但由于单女之姿色却引发有妇之夫的吴恩德及已有女友无败为此事争风吃醋，吴利用职务之便逼楚离职，再加上单女同情丁萍（为楚女友）而对楚不理不踩，使楚在外整天借酒过日子，被酒债逼的混不下去。于是刘与单女想办法让吴与楚和好，且让丁萍回到楚身边，又替楚还清酒债，大家又皆大欢喜。

## 外部連結
- 豆瓣电影上《风流三侠》的資料 （简体中文）